# Orland Hills (Illinois)
Orland Hills es una villa ubicada en el condado de Cook en el estado estadounidense de Illinois. En el Censo de 2010 tenía una población de 7149 habitantes y una densidad poblacional de 2.400,21 personas por km².

## Geografía
Orland Hills se encuentra ubicada en las coordenadas 41°35′26″N 87°50′32″O / 41.59056, -87.84222. Según la Oficina del Censo de los Estados Unidos, Orland Hills tiene una superficie total de 2.98 km², de la cual 2.96 km² corresponden a tierra firme y (0.7%) 0.02 km² es agua.

## Demografía
Según el censo de 2010, había 7149 personas residiendo en Orland Hills. La densidad de población era de 2.400,21 hab./km². De los 7149 habitantes, Orland Hills estaba compuesto por el 82.05% blancos, el 7.6% eran afroamericanos, el 0.18% eran amerindios, el 4.87% eran asiáticos, el 0.04% eran isleños del Pacífico, el 3.29% eran de otras razas y el 1.97% pertenecían a dos o más razas. Del total de la población el 11.18% eran hispanos o latinos de cualquier raza.